# Roemenië op de Olympische Winterspelen 1980
Tijdens de Olympische Winterspelen van 1980, die in Lake Placid (Verenigde Staten) werden gehouden, nam Roemenië voor de elfde keer deel.

## Deelnemers en resultaten

### Bobsleeën
| Olympiër                                                           | Discipline                | Resultaat | Prestatie                                               |
| ------------------------------------------------------------------ | ------------------------- | --------- | ------------------------------------------------------- |
| Dragoș Panaitescu Gheorghe Lixandru                                | 2-mansbob (m) Roemenië I  | 11e       | 4.16,04 (+6,68) (1.03,99 / 1.04,30 / 1.03,75 / 1.04,00) |
| Constantin Iancu Constantin Obreja                                 | 2-mansbob (m) Roemenië II | 18e       | 4.18,63 (+9,27) (1.04,58 / 1.04,52 / 1.04,76 / 1.04,77) |
| Dragoș Panaitescu Dorel Cristudor Sandu Mitrofan Gheorghe Lixandru | 4-mansbob (m) Roemenië I  | 8e        | 4.04,68 (+4,76) (1.01,42 / 1.01,32 / 1.00,61 / 1.01,33) |
| Constantin Iancu Ion Duminicel Doru Frîncu Constantin Obreja       | 4-mansbob (m) Roemenië II | 14e       | 4.07,51 (+7,59) (1.01,85 / 1.02,16 / 1.01,74 / 1.01,76) |

### Rodelen
| Olympiër                        | Discipline | Resultaat | Prestatie                                             |
| ------------------------------- | ---------- | --------- | ----------------------------------------------------- |
| Elena Stan                      | vrouwen    | 20e       | 2.44,466 (+7,929) (40,852 / 41,489 / 41,085 / 41,040) |
| Maria Maioru                    | vrouwen    | 21e       | 2.44,595 (+8,058) (41,071 / 41,054 / 41,120 / 41,350) |
| Ioan Apostol Cristinel Piciorea | dubbel     | 15e       | 1.22,666 (+3,335) (40,757 / 41,909)                   |

### Schaatsen
| Olympiër        | Discipline   | Resultaat | Prestatie           |
| --------------- | ------------ | --------- | ------------------- |
| Vasile Coroș    | 500 m (m)    | 27e       | 40,30 (+2,27)       |
| Vasile Coroș    | 1000 m (m)   | 31e       | 1.21,89 (+6,71)     |
| Andrei Erdely   | 5000 m (m)   | 22e       | 7.34,41 (+32,12)    |
| Andrei Erdely   | 10.000 m (m) | 20e       | 15.31,73 (+1.03,60) |
| Dezideriu Jenei | 500 m (m)    | 30e       | 40,84 (+2,81)       |
| Dezideriu Jenei | 1000 m (m)   | 33e       | 1.22,66 (+7,48)     |

### IJshockey
| Olympiër | Discipline | Resultaat | Prestatie |
| --- | ---------- | --------- | --- |
| Valerian Netedu Gheorghe Huțan Mihail Lucian Popescu Ion Berdilă Șandor Gal Elöd Antal Istvan Antal Doru Moroșan George Justinian Doru Tureanu Dumitru Axinte Marian Costea Constantin Nistor Alexandru Hălăucă Laszlo Solyom Bela Nagy Traian Cazan Adrian Olenici Marian Pisaru Zoltan Nagy | mannen     | 8e        | Voorronde groep B: 6- 4 Roemenië - Bondsrepubliek Duitsland 0- 8 Roemenië - Zweden 2- 7 Roemenië - Tsjecho-Slowakije 2- 7 Roemenië - Verenigde Staten 3- 3 Roemenië - Noorwegen |

Andorra · Argentinië · Australië · België · Bolivia · Bondsrepubliek Duitsland · Bulgarije · Canada · China · Costa Rica · Cyprus · Duitse Democratische Republiek · Finland · Frankrijk · Griekenland · Groot-Brittannië · Hongarije · IJsland · Italië · Japan · Joegoslavië · Libanon · Liechtenstein · Mongolië · Nederland · Nieuw-Zeeland · Noorwegen · Oostenrijk · Polen · Roemenië · Sovjet-Unie · Spanje · Tsjecho-Slowakije · Verenigde Staten · Zuid-Korea · Zweden · Zwitserland